# NGC 333B
NGC 333B је спирална галаксија у сазвежђу Кит која се налази на NGC листи објеката дубоког неба.
Деклинација објекта је - 16° 28' 19" а ректасцензија 0h 58m 50,9s. Привидна величина (магнитуда) објекта NGC 333 износи 14,7 а фотографска магнитуда 15,6.